# Реймънд Карвър
Реймънд Клеви Карвър (на английски: Raymond Clevie Carver, р. 25 май 1938 - п. 2 август 1988) е американски писател и поет, сред най-прочутите майстори на разкази в световната литература.
Първият му сборник с разкази, „Постави се на мое място“, се появява през 1974 г. Следват „Може ли да млъкнеш, ако обичаш?“ (1976), „За какво говорим, като говорим за любов“ (1981) и други.

### Сборници с разкази
- Will You Please Be Quiet, Please? (1976)
- Furious Seasons (1977)
- What We Talk About When We Talk About Love (1981)
- Cathedral (1983)
- Elephant (1988)

### Стихосбирки
- Near Klamath (1968)
- Winter Insomnia (1970)
- At Night The Salmon Move (1976)
- Fires (1983)
- Where Water Comes Together With Other Water (1985)
- Ultramarine (1986)
- A New Path To The Waterfall (1989)
- Gravy (н.г.)

### Пиеси
- Dostoevsky (1985, в съавторство с Тес Галахър)

### На български
- Катедрала. Разкази. Превод от английски Весела Василева, Милена Василева, Тодор Вълчев. София: Народна култура, 1989, 315 с.
- Късмет. Стихотворения. Превод от английски Цветанка Еленкова. София: Small Stations Press, 2008, 96 с.